# Murat Kayman
Murat Kayman (* 1973 in Lübeck) ist ein deutsch-türkischer Jurist und Publizist. Von 2014 bis 2017 war er als Justitiar im DITIB-Bundesverband tätig.

## Leben und Werk
Kayman wuchs als Sohn türkischer Gastarbeiter in Lübeck auf. Er studierte Rechtswissenschaften an der Universität Kiel und war als selbständiger Rechtsanwalt in Lübeck und Hamburg tätig. Von 2014 bis 2017 war er Justitiar im DITIB-Bundesverband und koordinierte die Arbeit der DITIB-Landesverbände. Kayman war auch Mitglied des DITIB-Landesvorstandes NRW. Nach dem Rücktritt von seinen Funktionen beim DITIB-Bundesverband war er als Jurist nur noch für das Zentrum für Soziale Unterstützung (ZSU) aktiv, das sich vor allem im Todesfall eines Muslims um die schnelle Überführung und die Bestattung in der Türkei kümmert.
Zuvor war er als scharfer Vertreter der DITIB-Interessen öffentlich aufgetreten und galt daher als gefragter Talkshow-Gast. Er warf Volker Beck vor, seine Religionspolitik widerspräche der Religionsfreiheit und griff Ahmad Mansour und Cem Özdemir scharf an. Mimoun Azizi und Abdel-Hakim Ourghi bezeichnete er als pseudowissenschaftliche „Experten“ und „selbstermächtigte, liberale Reformavantgardisten.“
Heute ist er nach eigenen Angaben Rechtsanwalt und Blogger und Beschäftigter im öffentlichen Dienst sowie Mitbegründer der Alhambra-Gesellschaft. Er kritisiert seinen früheren Arbeitgeber und die Politik der Islamverbände. Er gilt mit anderen bekannten Gesichtern aus der Alhambra-Gesellschaft als Vertreter einer neuen Gruppe, die sich auf die Diskussion eines deutschen Islam einlassen. Kayman war laut Tagesspiegel selbst mit einem Zeitvertrag bei der Bundeszentrale für politische Bildung angestellt und war bei der Islamkonferenz vertreten. Dies wurde von der Ethnologin Susanne Schröter kritisiert.
Zum 25. Jahrestag des Mordanschlags von Solingen warb er dafür, dass die türkischstämmige Community sich nicht von der deutschen Gesellschaft abwendet. 2022 war er Mitgründer des PEN Berlin.

## Schriften
- Wo der Weg zur Gewalt beginnt – muslimische Vorstellungen von Überlegenheit, ihre Wirkung auf Extremismus und Terror und was wir dagegen tun können. Riva Verlag, München 2021, ISBN 978-3-7423-1802-2.